# سید ابوالحسن خاموشی
سید ابوالحسن خاموشی سیاستمدار و مدیر ارشد اجرایی ایرانی است، که هم‌اکنون از اعضای هیئت عامل ایمیدرو می‌باشد، همچنین بعنوان رئییس هیئت مدیره شرکت پتروشیمی سرمایه‌گذاری ایرانیان فعالیت می‌کند. وی سابقه سرپرستی وزارت نیرو، سرپرستی وزارت راه و ترابری و نیز ریاست کل راه‌آهن جمهوری اسلامی ایران را در کارنامه مدیریتی خود دارا می‌باشد.
خاموشی دانش‌آموخته کارشناسی مهندسی مکانیک از دانشگاه صنعتی آریامهر است. از دیگر سوابق شغلی وی می‌توان به قائم مقامی مدیرعامل شرکت نفت و گاز پارس، مدیرعامل شرکت مهندسی و توسعه نفت ایران، قائم‌مقام مدیرعامل شرکت پتروپارس و ریاست هیئت عامل اویک اشاره کرد.

## افتخارات
| Bronze oak leaf cluster |